# Josef Sommer
Josef Sommer, nato Maximilian Josef Sommer (Greifswald, 26 giugno 1934), è un attore tedesco da sempre vissuto negli Stati Uniti.

## Biografia
Nato a Greifswald in Germania e cresciuto in Nord Carolina, figlio di Elisebeth e Clemons Sommer, un professore di storia, ha una figlia, Maria, e ha studiato al Carnegie Institute of Technology.
Per molti anni attore di teatro, valido interprete shakespeariano, ha fatto il suo debutto nel cinema nel film Ispettore Callaghan: il caso Scorpio è tuo! (1971) e da allora è apparso in più di 100 pellicole in ruoli di supporto. Tra questi, sono da ricordare Incontri ravvicinati del terzo tipo (1977), Reds (1981), La scelta di Sophie (1982), Witness - Il testimone (1985) e I delitti del rosario (1987).
Ha avuto ruoli di protagonista in due serie brevi: Hothouse (1988) e Under Cover (primi anni 90).

## Filmografia parziale

### Cinema
- Ispettore Callaghan: il caso Scorpio è tuo! (Dirty Harry), regia di Don Siegel (1971)
- La fabbrica delle mogli (The Stepford Wives), regia di Bryan Forbes (1975)
- Il prestanome (The Front), regia di Martin Ritt (1976)
- Incontri ravvicinati del terzo tipo (Close Encounters of the Third Kind), regia di Steven Spielberg (1977)
- Oliver's Story, regia di John Korty (1978)
- Li troverò ad ogni costo (Hide in Plain Sight), regia di James Caan (1980)
- Diritto di cronaca (Absence of Malice), regia di Sydney Pollack (1981)
- Reds, regia di Warren Beatty (1981)
- Hanky Panky - Fuga per due (Hanky Panky), regia di Sidney Poitier (1982)
- La scelta di Sophie (Sophie's Choice), regia di Alan J. Pakula (1982) - voce narrante
- Silkwood, regia di Mike Nichols (1983)
- L'uomo dei ghiacci (Iceman), regia di Fred Schepisi (1984)
- Witness - Il testimone (Witness), regia di Peter Weir (1985)
- D.A.R.Y.L., regia di Simon Wincer (1985)
- Target - Scuola omicidi (Target), regia di Arthur Penn (1985)
- I delitti del rosario (The Rosary Murders), regia di Fred Walton (1987)
- Uno strano caso (Chances Are), regia di Emile Ardolino (1989)
- I maledetti di Broadway (Bloodhounds of Broadway), regia di Howard Brookner (1989)
- Ombre e nebbia (Shadows and Fog), regia di Woody Allen (1991)
- Stoffa da campioni (The Mighty Ducks), regia di Stephen Herek (1992)
- Malice - Il sospetto (Malice), regia di Harold Becker (1993)
- La vita a modo mio (Nobody's Fool), regia di Robert Benton (1994)
- Strange Days, regia di Kathryn Bigelow (1995)
- Moonlight & Valentino (Moonlight and Valentino), regia di David Anspaugh (1995)
- L'ultimo appello (The Chamber), regia di James Foley (1996)
- La proposta (The Proposition), regia di Lesli Linka Glatter (1998)
- Bulworth - Il senatore (Bulworth), regia di Warren Beatty (1998)
- Patch Adams, regia di Tom Shadyac (1998)
- Sai che c'è di nuovo? (The Next Best Thing), regia di John Schlesinger (2000)
- Shaft, regia di John Singleton (2000)
- The Family Man, regia di Brett Ratner (2000)
- Al vertice della tensione (The Sum of All Fears), regia di Phil Alden Robinson (2002)
- X-Men - Conflitto finale (X-Men: The Last Stand), regia di Brett Ratner (2006)
- Invasion (The Invasion), regia di Oliver Hirschbiegel (2007)
- Stop-Loss, regia di Kimberly Peirce (2008)
- I poliziotti di riserva (The Other Guys), regia di Adam McKay (2010)

### Televisione
- Scontro bionico (Bionic Showdown: The Six Million Dollar Man and the Bionic Woman), regia di Alan J. Levi - film TV (1989)
- Senza traccia (Without a Trace) - serie TV, 1 episodio (2004)
- West Wing - Tutti gli uomini del Presidente (The West Wing) - serie TV, episodio 5x12 (2004)

## Doppiatori italiani
Nelle versioni in italiano delle opere in cui ha recitato, Josef Sommer è stato doppiato da:
- Pietro Biondi in Hanky Panky - Fuga per due, X-Men - Conflitto finale
- Sergio Graziani in Scontro bionico, Stop-Loss
- Sandro Sardone in Uno strano caso, I maledetti di Broadway
- Dante Biagioni in Dopo la gloria, Patch Adams
- Michele Kalamera in Malice - Il sospetto, Law & Order - I due volti della giustizia (ep. 10x14)
- Luciano De Ambrosis in West Wing - Tutti gli uomini del Presidente, I poliziotti di riserva
- Gianfranco Bellini in Ispettore Callaghan: il caso Scorpio è tuo!
- Marcello Tusco in La fabbrica delle mogli
- Cesare Barbetti in Silkwood
- Paolo Poiret in Witness - Il testimone
- Sergio Rossi in Target – Scuola omicidi
- Carlo Alighiero in Top Secret
- Paolo Ferrari in Oltre il silenzio
- Carlo Sabatini in La vita a modo mio
- Giorgio Favretto in Law & Order - I due volti della giustizia (ep. 7x05)
- Omero Antonutti in The Family Man
- Guido Ruberto in Ally McBeal
- Giorgio Piazza in Al vertice della tensione
- Bruno Alessandro in Invasion